# Цукисаму Доум
Цукисаму Доум   (яп. 月寒ドーム) — крытая спортивная арена, расположенная в районе Тоёхира-ку города Саппоро (Хоккайдо, Япония). Полная вместимость арены составляет 5 831 человек.

## История
В настоящее время Цукисаму Доум используется как место проведения автомобильных выставок и продаж, концертов, спортивных событий и центр конвенций. Ледовый каток сейчас не существует.
Планируется в 2015 году снос Цукисаму Доум из-за растущей убыточности содержания устаревшего здания.

## Транспорт
- Линия Тохо: 15 минут пешком к востоку от станции Фукудзуми.